# Agricultura andina

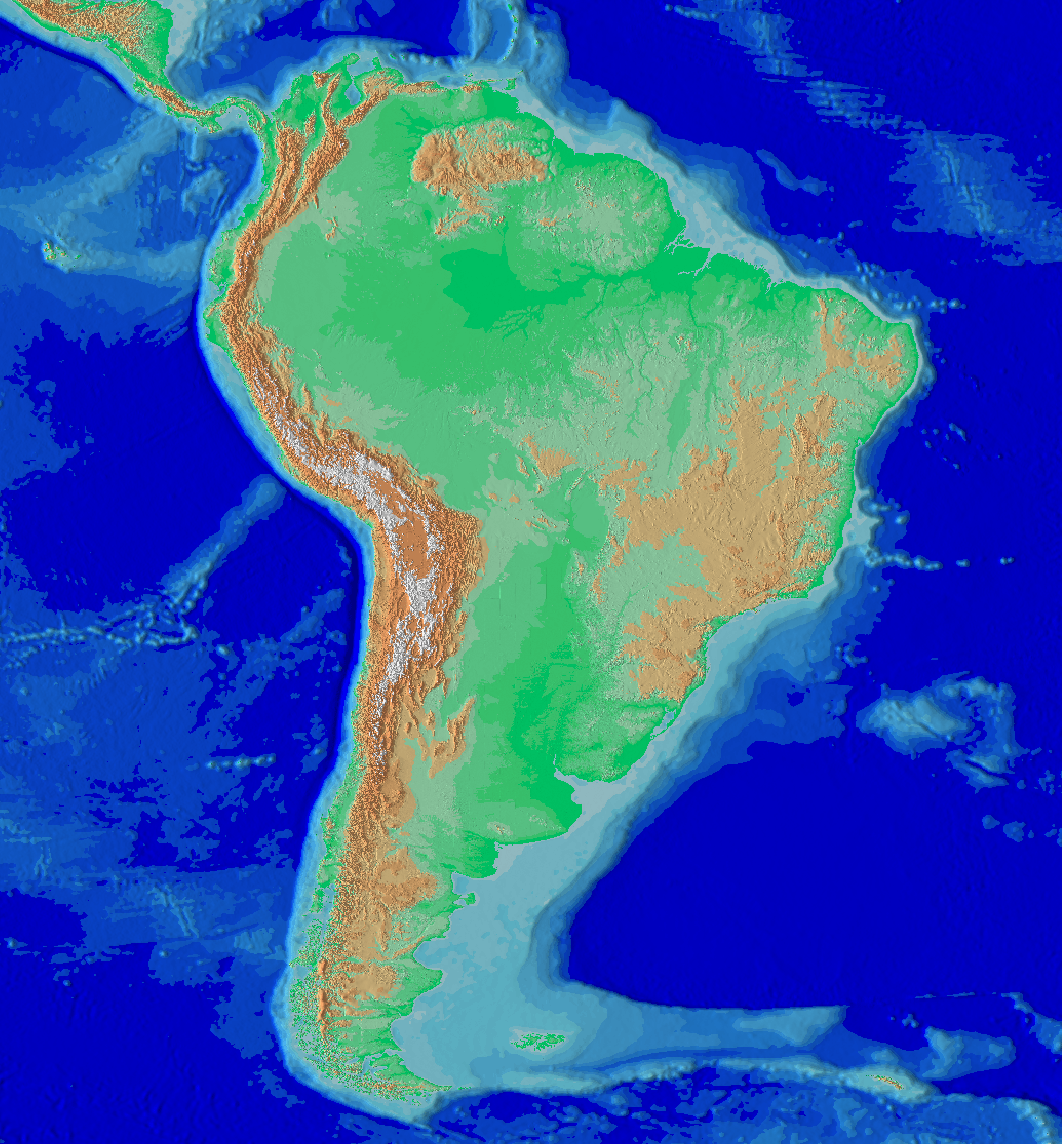
Región andina de América del sur

Las prácticas agrícolas de la región andina de América del Sur generalmente implican una síntesis de las prácticas incas tradicionales y las técnicas modernas para lidiar con el terreno único y los elementos climáticos del área. Millones de agricultores en comunidades económicamente empobrecidas se ganan la vida produciendo cultivos básicos como la papa, el olluco y el mashua para su propio consumo, así como para obtener ganancias en los mercados locales y urbanos. La región andina es particularmente conocida por su amplia variedad de especies de papa, con más de 5,000 variedades identificadas por el Centro Internacional de la Papa con sede en Perú. Estos cultivos se organizan dentro de las montañas y mesetas de los Andes, que se superponen entre sí en un mosaico de superficies de meseta, pendientes empinadas y parches de humedales. Dentro de cada una de estas unidades, los agricultores clasifican los tipos de suelo como puna ( suelos profundos), suni (suelos delgados y de pendiente) (los nombres locales pueden variar según la región).  
Los agricultores andinos deben lidiar con las severas fluctuaciones de temperatura, la impresionabilidad de la temporada de lluvias y una multitud de amenazas de plagas diariamente. Para hacer frente a tales desafíos, muchos agricultores intentan cultivar una variedad diversa de especies en lugar de un monocultivo para proteger su cultivo. También hay muchas prácticas culturales / basadas en la fe que las comunidades organizan y llevan a cabo para asegurar una buena cosecha y temporada. La sabiduría ancestral es altamente valorada y solicitada a menudo para emprendimientos agrícolas y sociales. Muchos agricultores aún usan terrazas de estilo Inca y sistemas de riego para el cultivo.

## Herramientas y cultivos

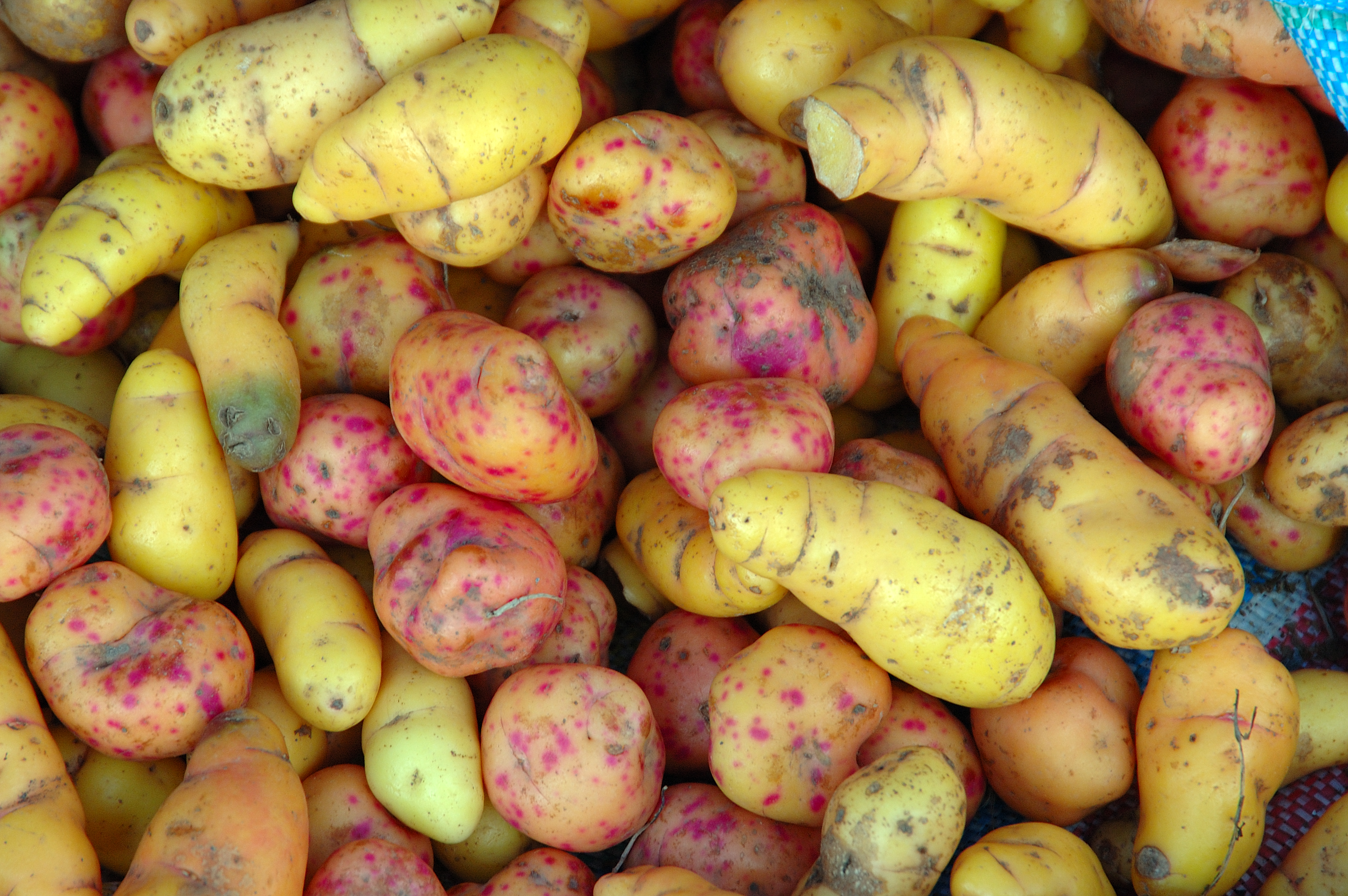
Ulluco: cultivo común de la región andina

Como una de las principales cunas de la agricultura, la región andina tiene muchas especies de cultivos indígenas que han persistido y diversificado por generaciones. Estos cultivos y herramientas incluyen: 

### Herramientas
- Y Chaki taklla (Chakitaqlla): herramienta de palo modificada utilizada desde la labranza, adaptada para manejar una variedad de suelos y tipos de terreno.[1]

### Cultivos
- Maíz
- Quinua ( Chenopodium quinoa)
- Quihuicha  Mashua
- Papa 
  - Solanum ajanhuiri
  - S. chaucha
  - S. juzepzucki
  - S. phureja
  - S. stenotomum
  - S. tuberosum
- Oca (Oxalis tuberosa)
- Olluco (Ullucus tuberosus)
- Mashua (Tropaeolum tuberosum)

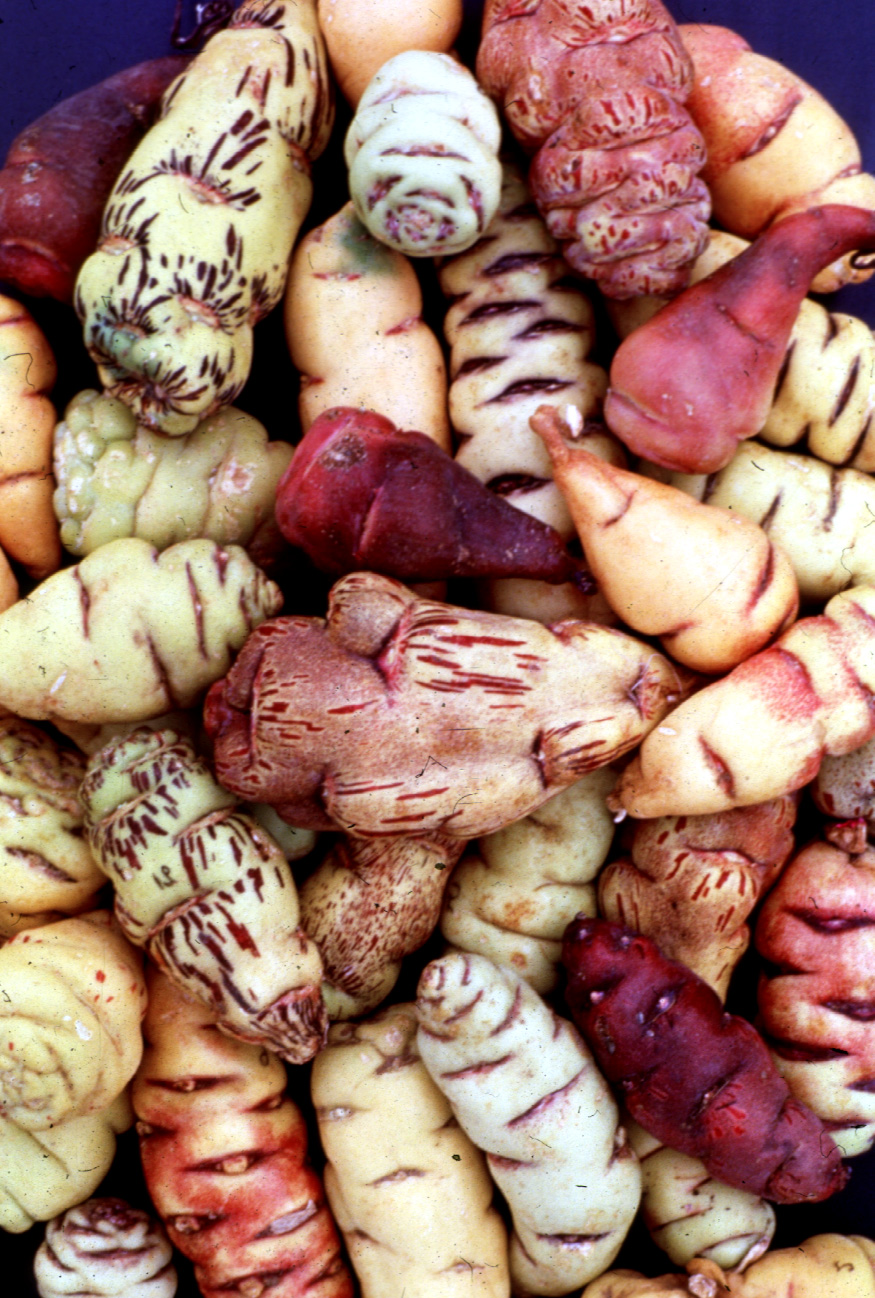
Mashua

- Yacón ( Smallanthus sonchifolius )
- Coca ( Familia: Erythroxylaceae)

## Condiciones ambientales
La región andina tiene muchas condiciones ambientales extremas y variables que desafían a los agricultores de la región. Desde las plagas, las heladas, las estaciones lluviosas variables y los cambios en las condiciones del suelo, los agricultores tienen mucho que enfrentar. De estos, se considera que las heladas son la mayor amenaza ambiental, con las plagas en segundo lugar. Algunas de las plagas más amenazantes incluyen:
- Rancha (Phytophthora infestans)
- Gorgojo de los Andes (Premnotyrpes spp. )

Las estaciones lluviosas tardías también suelen precipitar una disminución en la humedad del estanque y del suelo, y un aumento en la erosión y fertilidad del suelo.
Para combatir algunos de estos riesgos, los agricultores suelen recurrir a mezclas sincréticas de prácticas tradicionales y modernas. Para mitigar los efectos de las heladas, los agricultores utilizan terrazas diseñadas por los incas que rompen el aire frío que baja de las montañas. Las piedras de las terrazas también absorben calor durante el día, lo retienen por la noche y mantienen el suelo por encima de las temperaturas de heladas. Otros beneficios incluyen disminución de la erosión del suelo, sistemas de riego organizados y mantenimiento de la humedad. Los sistemas de riego, además de suministrar agua en campos típicamente áridos, también mantienen algo del calor acumulado durante el día y agrega una capa adicional de protección alrededor de los cultivos más jóvenes con raíces tiernas. Aunque estas estructuras funcionan para mitigar algunas de las amenazas, otras, como las plagas, las tormentas de granizo, las fuertes lluvias o las sequías severas, son menos prevenibles y podrían destruir toda la cosecha en una temporada determinada. Como respuesta, muchos agricultores optan por obtener semillas de comunidades más alejadas para introducir variedad a los cultivos, con la esperanza de que algunos sean más resistentes en caso de una preocupación ambiental severa. Otras estrategias de protección incluyen cultivos intercalados, producción de estiércol de ganado, tala y quema reguladas y gestión de tierras de pastoreo

### Efectos del cambio climático.
En el siglo pasado, se han producido cambios importantes en el clima de la región andina atribuidos al cambio climático. La precipitación ha disminuido y, debido al clima ya árido de la región andina, esta disminución en la precipitación ha provocado un aumento de las sequías. Las temperaturas del aire en la superficie del área han aumentado 2.8 grados marcadas con varios patrones de enfriamiento. Aunque esta es una tendencia general de la región, diferentes áreas están lidiando con los cambios en una variedad de formas, desde prácticas ligadas a los antepasados hasta adoptar prácticas más modernas para lidiar con los cambios y en cualquier punto intermedio.

## Prácticas culturales

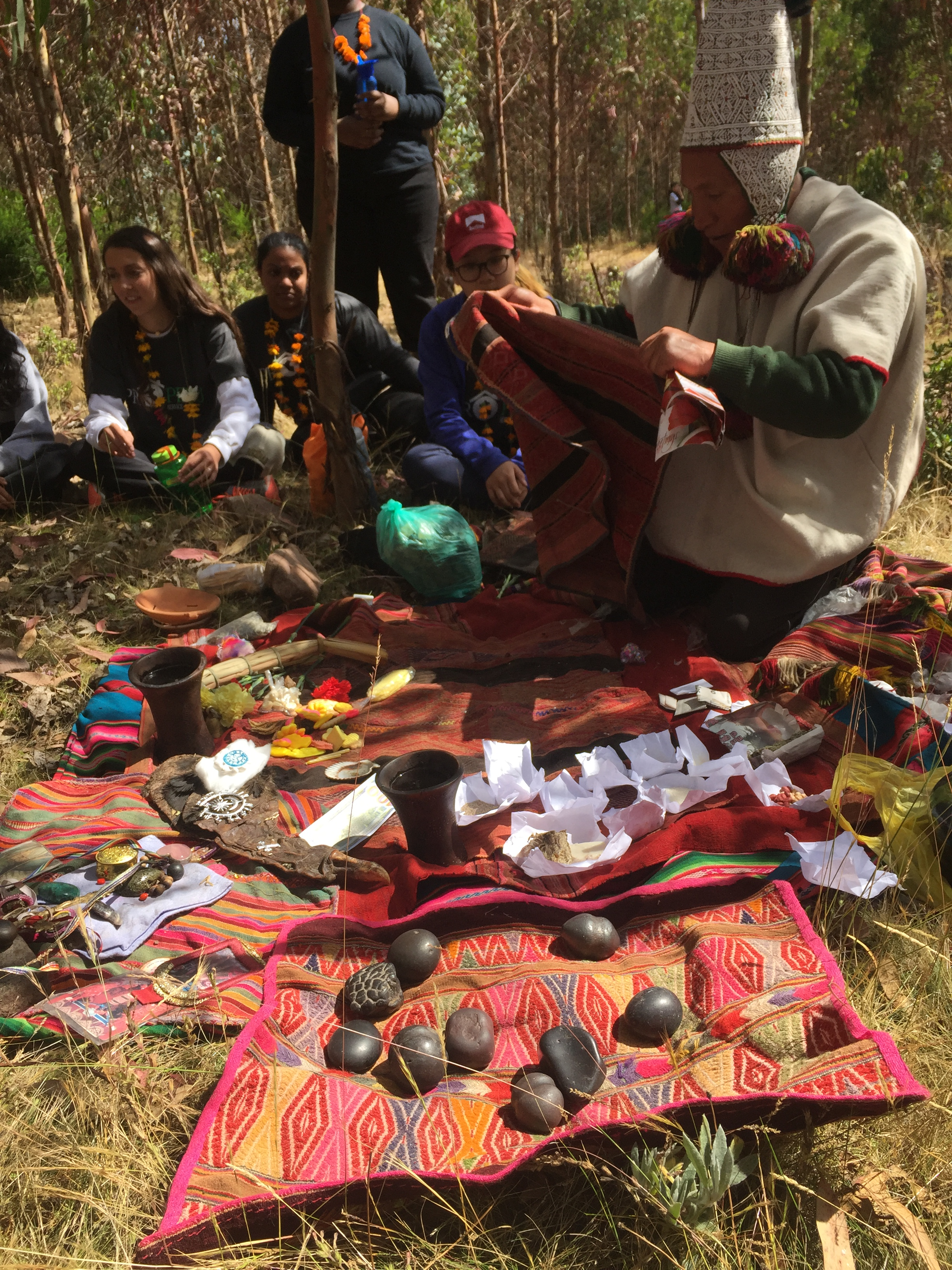
Ceremonia de la Pacha Mama

La agricultura en la región andina es una actividad altamente colectiva que está profundamente enriquecida por una reverencia espiritual de la tierra (Pacha Mama) que es vista como una entidad viva y respiradora que debe ser tratada con respeto y dignidad. Por lo tanto, hay muchos tipos diferentes de rituales y ceremonias organizados durante la temporada para rendirle homenaje. Estos rituales pueden incluir orar por una buena cosecha, agradecer a la tierra por sus muchas bendiciones, bendecir un campo antes de plantar o predecir una amenaza ambiental. Todo esto se hace típicamente en el idioma quechua . En quechua, los pueblos andinos se llaman a sí mismos runakuna que se traduce como gente. Existe un fuerte sentido de pertenencia dentro de la comunidad que se transmite de generación en generación, así como una idea integral de ayuda mutua (yanamanchi).

## Rol de la comunidad
La comunidad juega un papel importante en la vida de los agricultores andinos. Gran parte del trabajo agrícola se divide entre la comunidad, especialmente durante el tiempo de cosecha. También juegan un papel en el almacenamiento y la transmisión del conocimiento ancestral sobre la agricultura de la región. A la mayoría de los agricultores se les enseñó todo lo que necesitaban saber a través de sus familias u otros parientes en la comunidad. También se depende de las redes y sistemas de comunidades externas para compartir semillas, delegación de trabajo agrícola y venta de cultivos excedentes.

### Adquisición y dispersión de semillas.
La adquisición y dispersión de semillas son componentes esenciales de la vida de los agricultores andinos, ya que afecta sus esferas espacial, ambiental y social. En términos espaciales, la adquisición de semillas afecta la organización física de las tierras agrícolas que dicta dónde se cultivan cultivos específicos. Variedades específicas de tubérculos funcionan bien en diferentes altitudes, por lo que requieren una planificación espacial dependiendo de las especies de semillas disponibles. En términos ambientales, el flujo de semillas dentro y entre las comunidades tiene un efecto causal en las adaptaciones de variedades de cultivos específicos, así como en la composición mineral de las tierras cultivadas. Los agricultores también hacen uso de especies domesticadas localmente ( variedades locales tradicionales ), así como de especies domesticadas internacionalmente altamente reguladas ( cepas de cultivares ) dependiendo de la disponibilidad y el costo. Por último, muchas de las comunidades andinas superiores tienen roles de género estrictos que determinan quién es responsable de la adquisición de semillas dentro y fuera de la comunidad. Además de los roles de género, también hay sistemas complejos de adquisición de semillas entre comunidades vecinas, con una gran feria de semillas establecida en espacios comunes para facilitar el comercio.

#### Dinámica de género
La dinámica de género con respecto a la adquisición de semillas dentro de las comunidades generalmente varía según el tipo de unidad, y también depende de si el comercio y la compra ocurren dentro de la comunidad, las comunidades vecinas o fuera del área. En general, es más probable que las mujeres participen en las adquisiciones dentro de la comunidad, igual que en las adquisiciones extracomunitarias y menos propensas a las instituciones de desarrollo en los centros urbanos.

## Efectos de la Revolución Verde y la modernización.
La Revolución Verde, agricultura intensiva o agroextractivismo, que surgió entre los años treinta y sesenta tuvo un impacto duradero en la tecnología y la cultura del mundo agrícola, y la región andina no fue la excepción. Con esta "revolución" se produjo un uso generalizado de fertilizantes, pesticidas y cultivares reconocidos internacionalmente, que contribuyeron al énfasis en los altos rendimientos de cada ciclo de cultivo. Los monocultivos de alto rendimiento a menudo reciben ventajas financieras. Estas variedades de alto rendimiento se introdujeron por primera vez en la región andina a principios de la década de 1950 y ahora se pueden encontrar en las tierras altas e incluso entre algunas de las comunidades más remotas. Algunos de los países de la región andina incluso ofrecen subsidios reducidos a los agricultores que adoptan prácticas agrícolas modernas o de estilo de la Revolución Verde, lo que incentiva este tipo de agricultura. Sin embargo, cuando las granjas tradicionales más pequeñas que consumen gran parte de su propio cultivo se convierten en monocultivos, generalmente ven una disminución en el rendimiento financiero como resultado de tener que gastar más dinero en sustento externo en lugar de solo lo que pueden cultivar dentro de sus propios campos. .  

### Redes de semillas
En las prácticas posteriores a la revolución verde, se alienta a los agricultores a adaptar sus propias cepas domesticadas para la unidad ambiental particular en la que se cultivan. Sin embargo, esta intensa domesticación localizada basada en nichos ambientales no es propicio para las fluctuaciones climáticas de la región andina, por lo que la mayoría de los agricultores también dependen de cepas extracomunitarias obtenidas a través de ferias de semillas y mercados dentro de comunidades vecinas y alejadas. Esta es una práctica tradicional que garantiza que la variedad se mantenga dentro de las variedades locales tradicionales. Limitar la especialización en este caso, contrario a la cultura de la Revolución Verde, produce más variedad y mayores rendimientos en lugar de depender de una sola especie domesticada, creando así tensiones entre las prioridades de la agricultura posterior a la revolución verde y las prácticas agrícolas tradicionales de la región. .

### Efectos ecológicos indirectos.
Los cambios en los tipos de unidades agrícolas dentro de la región andina también han tenido efectos indirectos en los ecosistemas aguas abajo. Específicamente dentro de Colombia, con la expansión de las unidades del Área de Bueyes que causan la deforestación, más del 63% de la cubierta terrestre ha sido reemplazada por la agricultura, aumentando indirectamente la concentración de NH3N en el agua, así como la sedimentación. El aumento en el nitrógeno se atribuye a la escorrentía de fertilizantes, cultivos fijadores de nitrógeno y desechos animales. Los altos niveles de NH 3- N pueden ser altamente tóxicos para los ecosistemas acuáticos y representan un riesgo para la biota dentro de estas corrientes.

## Esfuerzos de conservación

### Conservaciónin situ
A fines de la década de 1980 y principios de la década de 1990 se iniciaron múltiples esfuerzos de conservación in situ. Algunos de estos esfuerzos incluyen cultivar una gran variación dentro de los cultivos, así como gestiones de producción especializadas que reflejan los pisos ecológicos y ambientales específicos de las diversas unidades agrícolas.

### Fitomejoramiento participativo
El fitomejoramiento participativo es un proceso de colaboración en el que los agricultores, comercializadores, procesadores, consumidores y responsables políticos tienen voz en el programa de fitomejoramiento. Con esta estrategia, los agricultores pueden aportar su conocimiento local de los patrones de suelo y lluvia para tener en cuenta estos factores al cultivar razas de variedades. Este tipo de fitomejoramiento se está inculcando en áreas particulares de la región andina para combatir algunos de los efectos negativos de las prácticas de la Revolución Verde. Muchos de estos esfuerzos se basan en la zonificación del clima y el suelo para organizar zonas de prueba. Sin embargo, en el caso de los agricultores andinos, la mayoría de las unidades agrícolas abarcan muchas zonas climáticas diferentes, por lo que los métodos que dependen únicamente de esta zonificación no son prácticos para los agricultores del área. Se están realizando esfuerzos para crear programas participativos de fitomejoramiento que no dependan de la zonificación del clima y el suelo como resultado.

## Otras lecturas
- Hilgert, Norma; Gil, Guillermo (December 2005). «Traditional Andean Agriculture and Changing Processes in the Zenta Ricer Basin, Salta, Northwestern Argentina». Darwiniana 43 (1-4): 30-43.
- Sarmiento, Fausto; Frolich, Larry (August 2002). «Andean Cloud Forest Tree Lines: Naturalness, Agriculture, and Human Dimension». Mountain Research and Development 22 (3): 278-287. doi:10.1659/0276-4741(2002)022[0278:ACFTL]2.0.CO;2.
- Tobin, Daniel; Brennan, Mark; Radhakrishna, Rama (December 2016). «Food Access and Pro-poor Value Chains: A Community Case Study in the Central Highlands of Peru». Agricultural Human Values 33 (4): 895-909. doi:10.1007/s10460-015-9676-x.

- Datos: Q55647609